# Wienerin (Zeitschrift)
Die WIENERIN war (bis 2022) ein in Wien erscheinendes Lifestyle-Magazin für Frauen.

## Geschichte
Die WIENERIN wurde 1985 vom Metro-Verlag des Unternehmers und Werbeagenturchefs Hans Schmid gegründet und erschien erstmals im Mai 1986. In dieser ersten WIENERIN schrieb die damalige Chefredakteurin Marga Swoboda einen Kommentar mit dem Titel „Mein Gott, Schwester Johanna“ und nahm damit Bezug auf die damalige erste Frauenstaatssekretärin Johanna Dohnal, welche die Gründung dieser neuen Zeitschrift ablehnte und ein Interview verweigerte.
Im Jahr 2001 übernahm die ET Multimedia AG, welche 2005 von der Styria Media Group mehrheitlich übernommen wurde, die Zeitschrift vom Metro-Verlag. Mit ihr kamen auch SKIP – Das Kinomagazin (seit 2011 nicht mehr Teil der Gruppe) und die Zeitschrift miss, welche damals noch Young world hieß.
Im August 2003 erschien einer der aufsehenerregendsten Artikel in der Geschichte der Zeitschrift, in dem weibliche Abgeordnete ihre Erfahrungen mit angeheiterten Kollegen im Parlament schilderten. Diese Aufdeckergeschichte von Andrea Möchel wurde anschließend in Kronen Zeitung und ORF-Nachrichten zitiert.
2004 übersiedelte die Redaktion von der Davidgasse im 10. Wiener Gemeindebezirk in die Redaktionsadresse in der Geiselbergstraße in Wien-Simmering, später übersiedelte das Team in die Ghegastraße und schließlich in die Hainburger Straße 33, ins Styria Media Center Wien. Mit , später übersiedelte die Marke in die Ghegastraße und schließlich in die Hainburger Straße ins Styria Media Center Wien. Mit Ende 2022 wurde die WIENERIN als Lifestyle-Magazin der Styria Media Group eingestellt. Die Markenrechte wurden an die "Bundesländerinnen", die Frauenmagazingruppe von Moser Holding und Styria Media Group, verkauft.

### Chefredakteure
Quelle:
- Marga Swoboda (1986 bis 1988)
- Hanne Egghardt (1988 bis 1989)
- Wolfgang Höllrigl (1990 bis 1994)
- Andreas Wollinger (1995 bis 1997)
- Veronika Pelikan (1997 bis 2004, bis 2007 Co-Herausgeberin der WIENERIN[12])
- Karen Müller (2003 bis 2008 und von 2007 bis heute Geschäftsführerin der Styria Multi Media Ladies GmbH & Co KG)
- Daniela Schuster (2009 bis 2010)[13]
- Sylvia M. Steinitz (2010 bis 2013)
- Mareike Steger und Daniela Schuster (2014)[14]
- Barbara Haas (2014 bis 2020)[15]
- Birgit Brieber (2020 bis 2022)

## Erscheinungsweise und Reichweite
Die WIENERIN als Lifestyle-Magazin (1986 bis 2022) erschien monatlich, (ab 2003 12-mal im Jahr, davor 11-mal). Zielgruppe waren 25- bis 49-jährige Frauen. Im Jahr 2013 hatte die Zeitschrift eine Leserzahl von etwa 276.000 (MA 12/13), bei einer nationalen Reichweite von 3,8 %. Das Verbreitungsgebiet war Österreich. Ab 2008 erschien die WIENERIN auch vorübergehend im Pocket-Format, mit einer aktuellen Auflage von 30.000 Stück.
Zur WIENERIN zählten eine Zeitlang auch noch die zwei Mal jährlich erscheinenden Magazine „WIENERIN mit Kind“, „WIENERIN entspannt leben“ und „WIENERIN kocht“, die jeweils mit 40.000 bis 45.000 Stück aufgelegt wurden.

## WIENERIN-Award
Seit 2007 vergab das Magazin jährlich den WIENERIN-Award, einen Wohltätigkeits-Preis, der an starke, außergewöhnliche Frauen vergeben wurde, welche sich mit originellen Ideen oder ihrem persönlichen Engagement für die Gesellschaft einsetzen. Die Gewinnerin wurde vom Magazin durch Spendenaktionen, wie z. B. „Charity-Abos“, ein Jahr lang finanziell und medial unterstützt. Ab 2010 wurde die Gewinnerin von den Leserinnen online gewählt.

### Preisträgerinnen
| Jahr | Preisträger                      | Verdienst                                                                                   |
| ---- | -------------------------------- | ------------------------------------------------------------------------------------------- |
| 2007 | Julia Neubauer                   | Waisenkinderprojekt Ashraya Initiative for Children                                         |
| 2008 | Erika Jensen-Jarolim             | Gründung des Vereins Rote Pfote mit dem Tätigkeitsschwerpunkt vergleichende Krebsforschung. |
| 2009 | Gabriele Gottwald-Nathaniel      | gabarage upcycling design, Projekt zur Integration ehemalige Suchtkranker.                  |
| 2010 | Sabine Grünberger                | Gründerin des mobilen Kinderkrankenpflegediensts Moki Kärnten                               |
| 2011 | Regina Potocnik                  | Gründung des Vereins SlumKinderKunst                                                        |
| 2012 | Renate Grell und Claudia Schraml | Gründerinnen von Animal Care International                                                  |
| 2013 | Heide Lex-Nalis                  | Engagement seit 35 Jahren für die Bildung von Kleinkindern.                                 |

## WIENERIN Summit
Anlässlich der Jubiläen zu 100 Jahre Internationaler Frauentag, 25 Jahre WIENERIN und 5 Jahre WIENERIN Award veranstaltete die Zeitschrift den ersten WIENERIN Summit in der Wiener Hofburg. Ziel dieses jährlich stattfindenden Frauengipfels war es mit einer internationalen Expertenrunde neue Impulse zu unterschiedlichen Themen zu setzen.
| Jahr | Thema                                      | Partner                  | Ort                |
| ---- | ------------------------------------------ | ------------------------ | ------------------ |
| 2011 | „Frauenbildung für eine bessere Welt“      | OMV                      | Hofburg            |
| 2012 | „Macht“                                    | Industriellenvereinigung | Haus der Industrie |
| 2013 | „Zwischen Kind und Karriere“               | Industriellenvereinigung | Haus der Industrie |
| 2014 | „Typisch Mann. Typisch Frau. Typisch ich.“ | Industriellenvereinigung | Haus der Industrie |